# West Skerry
Die West Skerry (englisch für Westschäre [sic!]) ist eine Gruppe aus Inseln und kleinen Klippen vor der Nordküste Südgeorgiens. Sie liegen 3 km östlich des Barff Point und bilden den westlichen Teil der Skrap Skerries.
Die Benennung geht auf Wissenschaftler der britischen Discovery Investigations zurück, die sie zwischen 1926 und 1930 kartierten. Die Inselgruppe war am 7. Februar 1934 Schauplatz eines folgenschweren Schiffsunglücks, bei dem die aus zwölf Männern bestehende Besatzung des Walfängers Shoma nach einer Havarie des Schiffs nach einer Kollision im Sturm ums Leben gekommen war.